# Bæredygtigt byggeri
Bæredygtigt byggeri er en betegnelse for byggeri, der lever op til FN’s kriterier for bæredygtighed. Det vil sige, at et byggeri er bæredygtigt i både miljømæssig, økonomisk og social forstand.
Kort fortalt betyder det, at et byggeri belaster miljøet mindst muligt, at byggeriets samlede økonomi fra opførelse til nedrivning er så god som muligt, og at byggeriet er så godt som muligt at opholde sig i for mennesker.

## Udviklingen af bæredygtigt byggeri
Byggeri står for 40 procent af Danmarks energiforbrug, og også af den årsag er der i de senere år kommet øget fokus på bæredygtighed.
Bæredygtighed defineres i Brundtlandrapporten fra 1987 med disse ord:
”Menneskeheden har muligheden for at gøre udviklingen bæredygtig - for at sikre, at den imødekommer de øjeblikkelige behov uden at gå på kompromis med de fremtidige generationers mulighed for at sikre deres behov”.
Senere – i 1992 – bliver ordene konkretiseret i Rio-erklæringen, som opdeler bæredygtighed i tre ligeværdige dele: Miljømæssig, økonomisk og social bæredygtighed.

## De tre søjler
Miljømæssig bæredygtighed omfatter parametre som energieffektivitet, ressourceforbrug, brug af fornyelige ressourcer, evnen til at minimere miljø- og klimapåvirkninger – globale som lokale – samt reduktion i påvirkningen af biodiversitet.
I praksis handler det eksempelvis om, at det træ, der bruges til et byggeri stammer fra bæredygtig skovdrift. Det handler også om, at eksempelvis isolering og vinduer er så effektivt konstrueret, at energiforbruget er minimalt i i byggeriets levetid.
Den økonomiske bæredygtighed har fokus på optimering af driften af et byggeri og omfatter – ud over fokus på driftsomkostningerne - muligheden for højere udlejningspriser, bedre mulighed for udlejning, forøget produktivitet hos brugeren af bygningen, værdistabilitet og bedre finansieringsmuligheder.
I praksis er fokus her eksempelvis på at bruge materialer og konstruktioner, som letter rengøringen, eller som har længere levetid, før de skal skiftes ud. Desuden spiller energiforbruget også ind på den økonomiske bæredygtighed.
Den økonomiske bæredygtighed arbejder med begrebet totaløkonomi, der ser på den samlede økonomi i et byggeris levetid frem for kun at se på opførelsesomkostningerne.
Den sociale bæredygtighed har at gøre med bygningens værditilførsel på brugersiden, herunder brugertilfredshed og velvære, bedre indeklima, øget fleksibilitet, tilgængelighed for alle samt tryghed og sikkerhed.
I praksis handler det om, at alle medarbejdere i eksempelvis et kontorbyggeri adgang til dagslys og frisk luft. Det handler også om at minimere støj og lugtgener.

## Certificering af bæredygtigt byggeri
I Danmark er det tiltagende udbredt, at større byggeriers bæredygtighed certificeres.
Der findes flere certificeringssystemer. Det mest brugte i Danmark er DGNB, hvis kriterier stammer fra den tyske organisation DGNB (Deutsche Gesellschaft für Nachhaltiges Bauen). Kriterierne er tilpasset til danske forhold, dvs. danske standarder, praksis og lovgivning. Kontorbygninger, etageejendomme & rækkehuse, børne- og undervisningsinstitutioner samt hospitaler og byområder kan i dag DGNB-certificeres.
DGNB administreres i Danmark af Rådet for Bæredygtigt Byggeri, som er en nonprofit organisation, der arbejder for at udbrede bæredygtighed i byggebranchen.
Der findes også andre certificeringsordninger, hvor engelske BREEAM og amerikanske LEED er de mest udbredte alternativer til DGNB.